# 王梅珍
王梅珍（1964年—），浙江宁波人，汉族，中华人民共和国政治人物、第十一届全国人民代表大会浙江地区代表。
毕业于东华大学纺织材料与纺织品设计专业。加入九三学社。担任浙江纺织服装职业技术学院院长。2008年起担任全国人大代表。